# Nicolas Fargues
Pour les articles homonymes, voir Fargues.
Nicolas Fargues est un écrivain français né le 8 mars 1972 à Meulan.

## Biographie
Après une enfance au Cameroun, au Liban, puis en Corse, il entame des études de lettres à la Sorbonne et rédige un mémoire de DEA portant sur la vie et l’œuvre de l’écrivain égyptien Georges Henein. Après deux ans de coopération en Indonésie, il revient à Paris. Entre 1998 et 2002, il est tour à tour agent d'accueil à la Bibliothèque historique de la ville de Paris, lecteur chez Gallimard, pigiste à Nova Magazine et au quotidien québécois Le Devoir, concepteur-rédacteur de bandes annonces pour France 2[réf. nécessaire].
Il publie deux romans, Le Tour du propriétaire (2000) et Demain si vous le voulez bien (2001), avant de rencontrer le succès public et critique avec One Man Show en 2002. Ce dernier roman retrace son expérience dans le monde de l'audiovisuel où il croise des célébrités, « plus petites et plus fatiguées qu'à l'écran ». La même année, il prête son image pour la campagne publicitaire du parfum Allure Homme de Chanel.
De 2002 à 2006, il dirige l'Alliance française de Diego Suarez à Madagascar. Il publie en 2004 Rade Terminus, s'inspirant de cette expérience d'expatrié.
Le 15 mars 2011, il reçoit le prix France Culture-Télérama pour son roman Tu verras[réf. nécessaire].
Il a trois enfants 

## Œuvres
- Le Tour du propriétaire, Paris, P.O.L, 2000, 176 p. (ISBN 978-2-86744-742-6)
- Demain si vous le voulez bien, Paris, P.O.L, 2001, 304 p. (ISBN 978-2-86744-780-8)
- One Man Show, Paris, P.O.L, 2002, 240 p. (ISBN 978-2-86744-899-7)
- Rade Terminus, Paris, P.O.L, 2004, 320 p. (ISBN 978-2-84682-028-8)
- J'étais derrière toi, Paris, P.O.L, 2006, 224 p. (ISBN 978-2-84682-131-5)
- Beau Rôle, Paris, P.O.L, 2008, 288 p. (ISBN 978-2-84682-224-4) – prix Le Vaudeville
- Le Roman de l'été : roman, Paris, P.O.L, 2009, 336 p. (ISBN 978-2-84682-333-3)
- Tu verras : roman, Paris, P.O.L, 2011, 208 p. (ISBN 978-2-8180-1313-7) – Prix France Culture-Télérama
- La Ligne de courtoisie : roman, Paris, P.O.L, 2012, 176 p. (ISBN 978-2-8180-1477-6)
- Au pays du p'tit, Paris, P.O.L, 2015, 240 p. (ISBN 978-2-8180-3727-0)
- Je ne suis pas une héroïne, P.O.L, 2018 - Finaliste du Prix Anaïs-Nin 2018[3]
- Attache le cœur, Paris, P.O.L, 2018, 160 p. (ISBN 978-2-8180-4316-5)
- La Péremption, Paris, P.O.L, 2023, 192 p. (ISBN 978-2-8180-5756-8)
- On est le mauvais garçon qu'on peut, Paris P.O.L, 2024, 137 p.